# Hijacking
Il termine hijacking indica una tecnica di attacco informatico che consiste nel modificare opportunamente dei pacchetti dei protocolli TCP/IP al fine di dirottare i collegamenti ai propri siti web e prenderne il controllo.

## Descrizione
Questa tecnica, più nota come browser hijacking (dirottamento del browser), permette ai dirottatori di eseguire sul malcapitato computer una serie di modifiche tali da garantirsi la visita alle loro pagine con l'unico scopo di incrementare in modo artificioso il numero di accessi e di click diretti al loro sito e conseguentemente incrementare i guadagni dovuti alle inserzioni pubblicitarie (ad es. banner pubblicitari).
Nei motori di ricerca ad esempio, l'hijacking sfruttando un bug del motore attraverso il redirect lato server, riesce a sostituirsi al sito vittima nei risultati del motore.
In pratica in una ricerca su un motore, cliccando sul collegamento scelto, ci appare tutt'altra cosa rispetto a quello desiderato.